# Ключи (Тверская область)
Ключи́ — посёлок сельского типа в Кувшиновском районе Тверской области. Относится к Могилевскому сельскому поселению.
Находится в 17 километрах к западу от районного центра Кувшиново, на автодороге «Торжок — Осташков», где от неё отходит дорога на Селижарово.
Население по переписи 2002 года — 15 человек, 7 мужчин, 8 женщин.
Посёлок возник в первой половине XX века и связан с лесным хозяйством.